# Đề cương tình dục ở loài người
Đề cương sau đây cung cấp một cái nhìn tổng quan cũng như hướng dẫn chủ đề về tình dục ở người:
Tình dục ở loài người là khả năng có những trải nghiệm và phản ứng tình dục. Tình dục của con người cũng có thể ám chỉ cách con người dùng để hấp dẫn tình dục với người khác giới (dị tính luyến ái), cùng giới (đồng tính luyến ái), hoặc có cả hai khuynh hướng (song tính luyến ái). Việc thiếu hấp dẫn tình dục được gọi là vô tính luyến ái. Tình dục của con người ảnh hưởng đến các khía cạnh văn hóa, chính trị, pháp lý và triết học của cuộc sống, cũng như được kết nối rộng rãi đến các vấn đề về đạo đức, thần học, tâm linh hay tôn giáo. Nó không phải là giới tính, tuy nhiên nó trực tiếp gắn liền với giới tính.

## Lịch sử tình dục ở loài người
Lịch sử tình dục loài người
- Theo thời kỳ
  - Tình dục ở La Mã cổ đại
    - Đồng tính luyến ái ở La Mã cổ đại
    - Mại dâm ở La Mã cổ đại

  - Niên biểu y học và thiên hướng tình dục
- Theo vùng miền
  - Lịch sử tình dục ở Ấn Độ
- Theo chủ đề
  - Theo xu hướng
    - Lịch sử song tính luyến ái
    - Lịch sử đồng tính luyến ái
      - Lịch sử đồng tính nữ

  - Lịch sử thủ dâm
  - Lịch sử mại dâm
  - Lịch sử LGBT
    - Lịch sử liên kết đồng giới

  - Cách mạng tình dục
  - Lịch sử nghệ thuật khiêu dâm
    - Kỷ nguyên vàng của văn hóa phẩm khiêu dâm

  - Chiến tranh về tình dục giữa các nhà nữ quyền

## Các hình thức của hoạt động tình dục
- Khởi động tình dục
- Tình dục không thâm nhập
  - Riêng biệt
    - Massage tình dục –
    - "Dry humping" –
    - Làm tình bằng chân;
    - Làm tình bằng tay;
    - Irrumatio;
      - Làm tình trên đùi;
      - Làm tình trên mông;
      - Làm tình trên vú;

    - Kích thích núm vú;
    - Sumata;
    - Quan hệ tình dục đồng tính;
    - Frot (cọ xát);

  - Không riêng biệt
    - Làm tình bằng miệng;

  - Mutual Masturbation –
    - Autoeroticism
- Penetrative sex
  - Quan hệ tình dục
  - Tình dục hậu môn;
  - Làm tình bằng miệng;
    - Liếm hậu môn–
    - Liếm âm hộ –
    - Liếm dương vật –
- Thủ dâm
  - Fingering –
  - Thủ dâm hậu môn-
  - Fisting –
  - Autoeroticism
    - Đồ chơi tình dục
- Khác
  - Facial
  - Tình dục tập thể
- Vanilla sex
  - Sexual roleplay
    - Bondage và Discipline
    - Dominance and Submission
      - Hành hạ tình dục

    - Hành hạ âm hộ
      - Hành hạ dương vật và tinh hoàn
      - Erotic spanking

    - Bondage positions
    - BDSM

  - Ái vật
- Sexual slang
  - Tình dục không bao cao su –
  - Bukkake –
  - Circle jerk –
  - Bánh kem (hành vi tình dục)–
  - Bắn tinh –
  - Cybersex –
  - Felching –
  - Gang bang –
  - Pompoir –
  - Quickie –
  - Snowballing –
  - Tea bag –
  - Venus Butterfly –
- Kích thích tình dục
  - Sờ
    - Vùng kích thích tình dục

  - Ngửi
    - Perfume
    - Cologne

  - Nhìn
    - Romantic setting
    - Khoả thân

  - Nghe
    - Moaning
    - Dirty talk

  - Related
    - Aphrodisiac –
    - Libido –
    - Sexual fantasy

### Các biến cố sinh lý
- Sexual stimulation
- Sexual arousal
  - Nam giới
    - Erection

  - Nữ giới
    - Clitoral erection
    - Vaginal lubrication
- Lên đỉnh
  - Xuất tinh ở nữ
  - Xuất tinh ở nam
- Insemination
- Pregnancy

### Không được phân loại
- Incest
  - Accidental incest
  - Covert incest
- Mechanics of sex
  - Orgasm control
- Sex magic
- Sexual sublimation